# سليم قبعين
سليم قبعين (1870 - 1951) هو مُدرس وصحفي وكاتب ومؤرخ ومترجم فلسطيني، يُعد واحداً من أهم الشخصيات الأدبية الفلسطينية والعربية خاصةً في مجال الترجمة، وهو من أوائل المترجمين العرب الذين عرّفوا القارئ العربي بالأدب الروسي، حيث كان يُلقب بـ «عميدُ المترجِمينَ عن الروسيةِ».

## حياته
وُلد سليم قبعين عام 1870 في مدينة الناصرة في فلسطين، وأكمل دراسته في المدرسة الروسية بمدينة الناصرة، وبعد تخرجه من الجامعة عمل في مهنة التعليم، وكان معروفاً بحبه الشديد في الكتابة والأدب، حيث كان ينشر تعليقه على ما يقرأ في مجلة الجامعة التي أسسها فرح أنطون في الإسكندرية. وانضم إلى حركة المعارضة العربية ضد العثمانيين واضطر للهرب والجوء إلى مصر عام 1897 نتيجةً للتهديد. درّس اللغة العربية في عدد من المعاهد والمدارس في مصر، واستمر في النشر، ونشرت أبحاثه في جريدة المقطم والمؤيد والمحروسة.
أصدر في القاهرة عدداً من الصحف منها الأسبوع 1900، عروس النيل 1903، الإخاء 1924. أصدر أيضاً سلسلةً من الروايات التي صدر العدد الأول منها عام 1909. كان سليم يقوم برحلةٍ كل عام وينشر خواطره ومشاهداته في هذه الرحلة عند عودته.
يُعد سليم من الشخصيات التي عرفت القارئ العربي بكبار الكتاب الروس أمثال مكسيم غوركي وتولستوي وبوشكين وغيرهم خلال ترجمته للعديد من كتبهم وتحليله لهذا الأدب وربط القارئ العربي به. وهو من الأدباء العرب الذين عاصروا نشأت الديانة البهائية وكتب عنها ملخصاً ما عرفه من مبادئها وما عاصره من تاريخ بعض أعلامها في كتابه «عبد البهاء والبهائية» الذي صدر عام 1922 عن مطبعة العمران في مصر. وتضمن كتابه بالإضافة إلى التعريف بالبهائية ومبادئها وموجز عن تاريخ رسولها وبعض أعلامها، وخاصة شرحاً عن سيرة حياة ابن بهاء الله الارشد والقائد الروحي للبهائيين من بعده عبد البهاء عباس ملخصًا حياته في فلسطين وعلاقته بأهلها. ويتضمن الكتاب أيضًا وصف لجنازة عبد البهاء وذكرى الأربعين لوفاته وما أُلقيّ في هاتين المناسبتين من قصائد وخطب على لسان العديد من الأدباء والأعيان الفلسطينيين وغيرهم.
اعتنى سليم أيضاً بشؤون الأرثوذكس من العرب الذين عانوا من ظلم وتعسف اليونان وكانوا يريدون الاستقلال عنهم وإدارة شؤونهم بأنفسهم وأنشئ جمعياتٍ خيرية لطائفته قامت بأدوار نبيلة وبسبب عصبيته العربية حمله اليونان على الاستقالة من التدريس والأعمال الخيرية وأسس مطبعة الأخاء ودعا إلى تآلف العرب والمسيحيين ضد الأجنبي الغريب.

## مؤلفاته
أصدر سليم قبعين عددًا من المؤلفات، ومنها:
- حكمة النبي محمد، تأليف ليو تولستوى-ترجمة-القاهرة 1908.
- محكمة جهنم، تأليف ليو تولستوى-ترجمة.
- أنشودة الحكم، تأليف تورجنيف-ترجمة.
- ربيب بطرس الأكبر العربي، تأليف بوشكين-ترجمة.
- تاريخ آل رومانوف 1912.
- مصرع القيصر نيقولا الثاني آخر قياصرة روسيا.
- أنواع الغرام في باريس-ترجمة عن الروسية.
- قصص روسية لبوشكين وجوركي وآخرين سنة 1929.
- مذهب تولستوي سنة 1904.
- السلطان حسن بمناسبة توليه السلطة في مصر 1914.
- البهائية ومؤسسوها.
- تاريخ الحرب العثمانية الإيطالية-القاهرة 1912.
- حقوق المرأة في الإسلام.
- الدستور والأحرار-القاهرة 1908.
- سياحة في روسيا.
- نخب الأدب - تأليف مكسيم غوركي-ترجمة.
- عبد البهاء والبهائية- مطبعة العمران، القاهرة 1922.
- كيف تحافظ على صحتك-1924.
- بدائع الخيال-قصص - تولستوي-ترجمة-القاهرة د.ت.
- نخب من مبتكرات مكسيم جوركي-القاهرة د.ت. السيرة الذاتية

## وفاته
تُوفي سليم قبعين في القاهرة، بتاريخ 15 كانون الأول 1951م، متأثرًا بمضاعفات مرض السكري، ودُفن بمصر الجديدة.

## وصلات خارجية
- للمزيد عن سليم قبعين وغيره من اعلام فلسطين يمكنك زيارة موقع مركز المعلومات الوطني الفلسطيني
- بين سليم قبعين ود. ممدوح أبو الوي بقلم د. راتب سكر (2007)
- محطات في تاريخ الترجمة العربية د/ محمد عمر أمطوش (2006)